# Karl Christian de Nassau-Weilburg
Karl Christian, Prinț de Nassau-Weilburg (n. 16 ianuarie 1735, Weilburg, Hessa, Germania – d. 28 noiembrie 1788, Dreisen, Renania-Palatinat, Germania), a fost conte de Nassau-Weilburg până în 1753, apoi primul conducător al principatului de Nassau-Weilburg între 1753 și 1788.

## Biografie
A fost fiul contelui Karl August, Prinț de Nassau-Weilburg și a Augusta Frederika Wilhelmina de Nassau-Idstein. Și-a succedat tatăl în 1753 și a unit teritoriile sale în 1783 cu Nassau-Saarbrücken, Nassau-Usingen și Nassau-Dietz.

### Căsătorie și copii
La 5 martie 1760, la Haga, el s-a căsătorit cu Prințesa Wilhelmine Carolina de Orania-Nassau. Soția lui era fiica lui Willem al IV-lea, Prinț de Orania, Stadtholder al Țărilor de Jos și a soției acestuia, Anne, Prințesă Regală.
Cuplul a avut 15 copii dintre care 7 au atins vârsta adultă:
- Georg Wilhelm Belgicus de Nassau-Weilburg (18 decembrie 1760 - 27 mai 1762)
- Wilhelm Ludwig Karl Flamand de Nassau-Weilburg (12 decembrie 1761 - 16 aprilie/26 aprilie 1770)
- Augusta Carolina Maria de Nassau-Weilburg (5 februarie 1764 - 25 ianuarie 1802). Călugăriță la Quedlinburg și Herford.
- Wilhelmine Luise de Nassau-Weilburg (28 septembrie 1765 - 10 octombrie 1837), căsătorită la Kirchheim la 9 ianuarie 1786 cu Heinrich al XIII-lea, Prinț Reuss de Greiz (16 februarie 1747 - 29 ianuarie 1817), a avut copii
- Frederic Wilhelm, Duce de Nassau (25 octombrie 1768 - 9 ianuarie 1816).
- Karoline Luise Friederike de Nassau-Weilburg (14 februarie 1770 - 8 iulie 1828), căsătorită la Kirchheim la 4 septembrie 1787 cu Karl Ludwig Fürst zu Wied (1763-1824), fără copii
- Karl Ludwig of Nassau-Weilburg (19 iulie 1772 - 27 iulie 1772)
- Karl Wilhelm Friedrich de Nassau-Weilburg (1 mai 1775 - 11 mai 1807), necăsătorită și fără copii
- Amalie Charlotte Wilhelmine Louise de Nassau-Weilburg (7 august 1776 - 19 februarie 1841), căsătorită prima dată la Weilburg la 29 octombrie 1793 cu Victor al II-lea, Prinț de Anhalt-Bernburg-Schaumburg-Hoym; au avut copii. S-a căsătorit a doua oară la Schaumburg la 15 februarie 1813 cu Friedrich Freiherr von Stein-Liebenstein zu Barchfeld (1777-1849); au avut copii
- Henriette de Nassau-Weilburg (22 aprilie 1780 - 2 ianuarie 1857). Căsătorită cu Ducele Louis de Württemberg, al doilea fiu al lui Friedrich al II-lea Eugen, Duce de Württemberg.
- Karl de Nassau-Weilburg (1784 - la scură vreme după)
- Patru copii care nu au apucat să fie botezați (1767, 1778, 1779, 1785)

După decesul soției sale, el a făcut o căsătorie morganatică cu Barbara Giessen von Kirchheim. A murit în 1788 și a fost succedat de fiul său cel mare în viață, Frederic Wilhelm.